# Marouene Guezmir
Marouene Guezmir, né le 6 mars 1974 à Tunis, est un footballeur tunisien.

## Clubs
- juillet 1993-juillet 1996 : Espérance sportive de Tunis (Tunisie)
- juillet 1996-juillet 1999 : SC Fribourg (Allemagne)
- juillet 1999-juillet 2002 : Club athlétique bizertin (Tunisie)

## Palmarès
- Ligue des champions de la CAF : 1994
- Supercoupe de la CAF : 1995
- Coupe afro-asiatique des clubs : 1995
- Ligue des champions arabes : 1993
- Supercoupe arabe : 1996
- Championnat de Tunisie : 1994
- Supercoupe de Tunisie : 1994